# Esociformes
Gli Esociformes sono un piccolo ordine di pesci ossei d'acqua dolce.

## Distribuzione e habitat
Questi pesci vivono solo nell'Emisfero boreale, più spesso in acque fredde (ma non quanto i salmonidi). Tendono a frequentare acque ferme o poco mosse.

## Descrizione
I membri delle due famiglie dell'ordine sono molto diversi fra loro, gli esocidi, infatti, sono pesci grandi o molto grandi, predatori, gli umbridi sono invece piccoli pesciolini di acque stagnanti. Caratteri comuni alle due famiglie sono le pinne dorsale ed anale piuttosto arretrate nonché l'assenza di pinna adiposa.

## Specie
Questo ordine comprende solamente 2 famiglie con 12 specie, la più conosciuta delle quali è il Luccio.

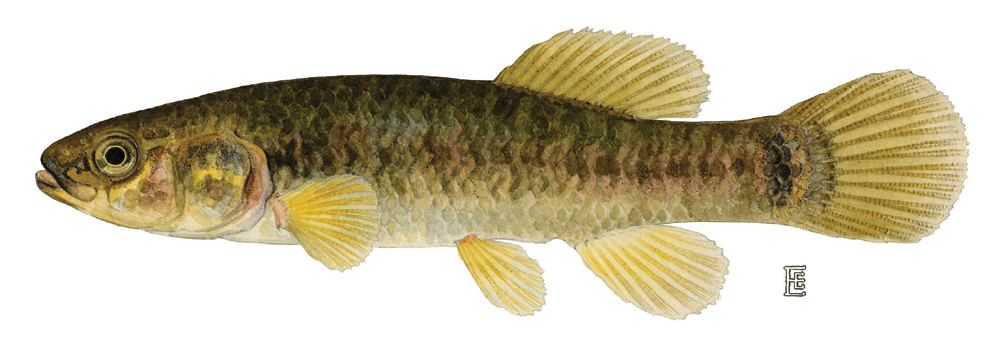
Umbra limi

## Famiglie
- Esocidae
- Umbridae